# Saint-Privat-de-Champclos
Saint-Privat-de-Champclos – miejscowość i gmina we Francji, w regionie Oksytania, w departamencie Gard.
Według danych na rok 1990 gminę zamieszkiwały 212 osoby, a gęstość zaludnienia wynosiła 18 osób/km² (wśród 1545 gmin Langwedocji-Roussillon Saint-Privat-de-Champclos plasuje się na 699. miejscu pod względem liczby ludności, natomiast pod względem powierzchni na miejscu 659.).